# Copa Telmex 2010
Il Copa Telmex 2010 è stato un torneo di tennis giocato sulla terra rossa nella categoria ATP World Tour 250 series nell'ambito dell'ATP World Tour 2010. È stata la 71ª edizione dell'Argentina Open.
Si è giocato a Buenos Aires in Argentina,dal 15 al 21 febbraio 2010.

## Partecipanti

### Teste di Serie
| Giocatore           | Nazionalità | Ranking* | Testa di Serie |
| ------------------- | ----------- | -------- | -------------- |
| David Ferrer        | Spagna      | 17       | 1              |
| Juan Carlos Ferrero | Spagna      | 22       | 2              |
| Nicolás Almagro     | Spagna      | 26       | 3              |
| Juan Mónaco         | Argentina   | 27       | 4              |
| Albert Montañés     | Spagna      | 30       | 5              |
| Igor' Andreev       | Russia      | 41       | 6              |
| Victor Hănescu      | Romania     | 44       | 7              |
| Horacio Zeballos    | Argentina   | 49       | 8              |

- Ranking dell'8 febbraio 2010.

### Altri partecipanti
I seguenti giocatori hanno ricevuto una wild-card per il tabellone principale:
- Gastón Gaudio
- Carlos Moyá
- Eduardo Schwank

I seguenti giocatori sono entrati nel tabellone principale passando dalle qualificazioni:

- Pablo Andújar
- Diego Junqueira
- Santiago Ventura
- Filippo Volandri

I seguenti giocatori hanno ricevuto uno Special Exempts per il tabellone principale:
- Łukasz Kubot
- Ricardo Mello

## Campioni

### Singolare
Juan Carlos Ferrero ha battuto in finale  David Ferrer con il punteggio di 5–7, 6–4, 6–3.

### Doppio
Sebastián Prieto /  Horacio Zeballos hanno battuto in finale  Simon Greul /  Peter Luczak con il punteggio di 7–6(4), 6–3.